# Bencsik Gábor (zeneszerző)
Bencsik Gábor (Pécs, 1995. augusztus 28. –) elektronikus zenei médiaművész, zeneszerző, előadóművész.

## Élete, munkássága
Fiatalkori éveinek kulturális tevékenységét nagyban meghatározta a szülővárosához fűződő érzelmi kapcsolata. Nem zenész családból származik, ugyanakkor a zene iránti érdeklődése fiatal korában napvilágot látott. Zenei tanulmányait szülővárosában kezdte, ének-zene tagozaton majd ezzel párhuzamosan édesanyja beíratta a városi zeneiskolába, ahol először szolfézst, majd furulyát tanult, később áttért a billentyűs hangszerekre. 2002-2014-ig folytatta tanulmányait az Erkel Ferenc művészeti iskola diákjaként, ahol mesterei között voltak Gerencsér László, Szalai Klára. Ezekben az időkben szintetizátort, zongorát és improvizációt tanult. Ezzel párhuzamosan egy hirtelen ötlettől vezérelve, a magyar underground hip-hop akkori hatására dalszövegeket kezdett írni, később zenéket szerzett, és a hivatalos tanulmányai mellett a helyi hangstúdióban felvételeket készített. Első önálló szerzői kiadványa 2009-ben jelent meg "Csak Egyszer" címmel. A hip-hop ütemek iránti szenvedélye állítása szerint sosem múlt el, mindig egy önálló párhuzamos projektként tekinti ezt a szellemi tevékenységét. Számos közreműködésben megtalálható volt a 2010-es években a főként Baranya megyei hip-hop közösség életében. Számos hivatalos szerzői kiadású lemezt jelentetett meg gimnazista évei alatt. Az érettségit követően felvételizett a Pécsi Tudományegyetem Művészeti Karának Elektronikus Zenei- Médiaművész szakára, számos publikációja és kiadványa jelent meg az itt eltöltött évek alatt. Művészi gondolkodását egyetemi tanulmányai révén tudta kiteljesíteni, ezt az időszakot egy - a karon készített - lemez hanganyagával állítja párhuzamba. Jelenleg számos reklám - rádió projektben tevékenykedik független szerzőként, számos könnyűzenei produkció producereként és előadójaként. Termékeny éveket zárt zenekarával (ThisKomfort) illetve a teljes zenekari projektjeivel (Carlos Acoustic). Jelenleg szólóban tevékenykedik és számos kollaborációban megtalálható munkássága.

## Mesterei
- Music Composing - Bolcsó Bálint - University of Pécs
- MAX/MSP Programming - Bolcsó Bálint - University of Pécs
- Music History - Music Theory - Szigetvári Andrea - University of Pécs
- Foley music course - Szigetvári Andrea - University of Pécs
- Experimental Composition - Nikolaus Gerszewski - University of Pécs
- FieldRecording - Batista Anamarija - University of Vienna
- Sound Programming - Zlatko Baracskai - University of Bristol
- Synthesizer Building - Márton Péter - University of Pécs
- Algorithms Music Composition - Vidovszky László - University of Pécs
- SoundDesign - Mr. Robert Godman - University of Hertfordshire
- CSound Programming - Kovács Balázs - University of Pécs

## Tanulmányok
- Pécsi Tudományegyetem Művészeti Kar Elektronikus Zenei Médiaművész
- Nagy László Gimnázium
- Erkel Ferenc Zeneiskola - Improvizáció
- Erkel Ferenc Zeneiskola - Szintetizátor
- Erkel Ferenc Zeneiskola - Zongora
- Kodály Zoltán Általános iskola - ének-zene tagozat

## Kiadványok
- 2008 - Studió album - szerzői kiadás
- 2009 - Csak Egyszer EP - szerzői kiadás
- 2014 - Studió album - szerzői kiadás
- 2016 - Movement - Ombia Records
- 2017 - Klaletia - Ombia Records
- 2019 - Vár Még Más EP - Carlos Acoustic - UPC: 5059504780067

## Kiállítások
- 2017 - Önálló kiállítás Baranyai Enikővel (szobrászművész) - Pexter Galéria Pécs, Magyarország
- 2016 - "HangFarm" workshop - naturalist breathing Ellend, Magyarország
- 2016 - Koncert és workshop - elektronikus művészet a 21. században címmel - Bass Camp Festival, Magyarország
- 2016 - Önálló kiállítás, hanginstalláció - Nemzeti Műcsarnok Budapest, Magyarország
- 2015 - Robot projekt - Kutatók éjszakája Pécs, Magyarország